# Gudda Gudda
Gudda Gudda (* 11. März 1983 in San José; bürgerlich Carl Lilly, Jr.) auch Jay Gudda, ist ein US-amerikanischer Rapper der bei Young Money Entertainment unter Vertrag steht.

## Karriere
Gudda stand in den frühen 2000ern bei Cash Money Records unter Vertrag, wo er zusammen mit dem ebenfalls aus New Orleans stammenden Lil Wayne und T-Streetz die Hip-Hop-Crew Sqad Up bildete, die eine ganze Reihe von Mixtapes produzierten. Später wechselte er zu Lil Waynes Young Money Entertainment. 2009 forcierte er seine Solokarriere. Zusammen mit Lil’ Flip nahm er das Album Certified auf, am 17. November erschien sein eigenes Debütalbum mit dem Titel Guddaville. Als Teil von Young Money war er an den US-Top-Ten-Hits Every Girl und Bedrock beteiligt und nahm am America's Most Wanted Festival des Labels teil. Im Februar 2010 hatte er zusammen mit Lil Wayne einen Single-Charthit mit Fuck Today.

## Diskografie

### Alben
- Certified / Lil’ Flip featuring Gudda Gudda (2009)
- We Are Young Money / Young Money (2010)

### Mixtapes
- SQ1 / Lil Wayne and The Sqad (2002)
- SQ2 / Lil Wayne and The Sqad (2002)
- SQ3 / Lil Wayne and The Sqad (2002)
- SQ4 / Lil Wayne and The Sqad (2002)
- SQ5 / Lil Wayne and The Sqad (2003)
- SQ6 / Lil Wayne and The Sqad (2003)
- SQ7 / Lil Wayne and The Sqad (2003)
- Guddaville (2009)
- Back 2 Guddaville (2010)
- Guddaville 3 (2012)